# Maurinho (futebolista)
Mauro Raphael, mais conhecido como Maurinho (Araraquara, 6 de junho de 1933 — São Paulo, 28 de junho de 1995), foi um futebolista brasileiro que atuou como atacante.
Suas principais características eram a velocidade, que lhe valeu o apelido de "Flecha", e a habilidade em fazer gols.

## Carreira
Oriundo de Araraquara interior paulista, Maurinho apareceu para o futebol no Guarani de Campinas, de onde se transferiu para o Tricolor.
Defendeu a equipe do São Paulo Futebol Clube, por oito temporadas, jogador de personalidade discreta atuava na ponta direita e formou o ataque Tricolor ao lado de Gino Orlando. Foram 343 jogos, e 145 gols marcados, foi um dos destaques da equipe campeã paulista em 1953 e 1957. O gol antológico que marcou em Gilmar dos Santos Neves do Corinthians, na final do paulistão de 1957, ficou na memória das torcida tricolor: Zizinho enfiou uma bola preciosa, Maurinho saiu na cara do gol frente a frente com Gilmar e pediu para o mesmo escolher o lado que queria levar o drible, com uma finta desconcertante Maurinho passou por Gilmar e decretou a vitória tricolor sobre o Corinthians por 3v1.
As boa apresentações no São Paulo FC, levaram Maurinho a participar da Copa do Mundo de 1954. Pela Seleção disputou 14 partidas marcando 4 gols.
Após a sua passagem pelo Tricolor, Maurinho defendeu Fluminense e Boca Juniors da Argentina, sagrando-se campeão nas duas equipes.
Pelo Fluminense jogou de 1959 a 1963 realizando 119 partidas e 40 gols marcados, sendo campeão estadual em 1959 e do Torneio Rio-São Paulo em 1960.
Marurinho faleceu no dia 28 de junho de 1995.

## Títulos

### São Paulo
- Campeonato Paulista: 1953, 1957[2]